# توماس كرامر
توماس كرامر (بالألمانية: Thomas Krammer)‏ هو لاعب كرة قدم نمساوي في مركز الوسط، ولد في 18 فبراير 1983 في يودنبورغ في النمسا. شارك مع منتخب النمسا تحت 21 سنة لكرة القدم. أما مع النوادي، فقد لعب مع أدميرا فاكر مودلينغ وأوستريا فيينا وشتورم غراتس ولاسك لينتس ونادي غروديغ.

## وصلات خارجية
- توماس كرامر على موقع قاعدة بيانات كرة القدم.إي يو (الإنجليزية)
- توماس كرامر على موقع عالم كرة القدم.نت (الإنجليزية)